# برونو (بازیکن فوتبال، زاده ۱۹۸۰)
برونو سالتور (انگلیسیBruno saltor؛ زادهٔ ۱ اکتبر ۱۹۸۰) بازیکن سابق و مربی فوتبال اهل اسپانیا است. او همچنین سابقه سرمربی گری در باشگاه چلسی را دارد.
از باشگاه‌هایی که در آن بازی کرده‌است می‌توان به باشگاه فوتبال اسپانیول، باشگاه فوتبال آلمریا، باشگاه خیمناستیک تاراگونا، باشگاه فوتبال برایتون اند هوو آلبیون، و باشگاه فوتبال والنسیا اشاره کرد.
همچنین او سابقهٔ دستیاری گراهام پاتر را در چلسی و برایتون داشته‌است